# أورفور
عملية الاتحاد الأوروبي العسكرية في تشاد وجمهورية أفريقيا الوسطى المعروفة باسم أورفور، ثم ارسالها في أواخر عام 2007. قوة عسكرية تابعة إلى الاتحاد الأوروبي بقرار مجلس الأمن بالأمم المتحدة، مهمتها تدريب قوات الشرطة القضائية وتحسين البنية التحتية. وتشمل مهام هذه القوة "على اتخاذ
كل ما يلزم من تدابير، في حدود قدراتها ومنطقة عملها في شرق تشاد وشمال شرق جمهورية أفريقيا الوسطى، حماية المدنيين وتسهيل وصول المساعدات الإنسانية، وضمان سلامة موظفي الأمم المتحدة.

## سوابق
الصراع الحالي الذي تشهده تشاد، يأتي عبر تمرد مسلح يبدأ من الشرق الذي يضم قبيلة زغاوة وهي كبرى القبائل التشادية التي تتصارع على السلطة. الرئيس ديبى وصل في بداية التسعينيات إلى الحكم عبر تمرد من جهة الشرق قادته قبيلة زغاوة التي ينتمي إليها، وهو نفس السيناريو الذي قفز به الرئيس الأسبق حسين حبري قفزًا على السلطة. اتحاد قوى الديمقراطية والتنمية الذي يضم تيارات ليبرالية وإسلامية يتبع إستراتيجية حرب العصابات التي تسعى لإنهاك الحكومة المركزية وخلع نظام ديبي.
بالنسبة للعديد من المراقبين أن «تصفية سياسية» بين فرنسا والسودان تجري على أرض تشاد، ومحورها الأساسي هو محاولة فرنسا إيجاد موطئ قدم لها في دارفور، ورفض الخرطوم لأي تدخل أجنبي في إقليمها الغربي.
تدعم فرنسا اليوم الرئيس ديبي الذي وصل إلى الحكم بانقلاب عسكري سنة 1990 كانت في السابق أكبر داعم لسلفه الرئيس السابق حسين حبري، غير أن مشروع «الأورفور» جعل باريس في الأحداث الأخيرة تساند بقوة الرئيس الحالي. وبينت العديد من الأحداث التي جرت بالأشهر الأخيرة مدى حرص فرنسا على إنجاح مشروع «الأورفور».
هذا الحرص دفع الرئيس ساركوزي للقيام بزيارة غير مبرمجة إلى تشاد، والالتقاء بصديقه الرئيس ديبي في نوفمبر 2007 لاحتواء آثار تورط منظمة فرنسية غير حكومية في محاولة تهريب أطفال تشاديين وأفارقة آخرين قيل إنهم من دارفور إلى فرنسا.
وبعد نجاح مهمة ساركوزي في تشاد، والتي جدد على إثرها علاقته المتينة بالرئيس ديبي، زار وزير الدفاع الفرنسي الجنود الفرنسيين في تشاد بمناسبة أعياد رأس السنة الميلادية، والتقى بالمسئولين التشاديين، وعلى رأسهم الرئيس؛ لتهيئة استقبال «الأورفور».
ومع هذه التطورات ظلت الخرطوم تراقب بريبة كبيرة ما يدور على حدودها الغربية، وخاصة مع الدعم الصريح الذي تقدمه نجامينا لحركات التمرد في دارفور، ومما أكد خطورة الوضع بالنسبة للخرطوم القصف الذي قامت به طائرات هليكوبتر تشادية يوم7 يناير 2008 لمواقع في غربي السودان قالت تشاد وقتها إنها معسكرات للمتمردين التشاديين.

## حجم القوات
تتألف الأورفور من 3700 جندي من 14 دولة أوروبية، بواقع 2100 جندي فرنسي، 400 جندي أيرلندي، و400 جندي بولندي، إضافة إلى دول أخرى، بينما رفضت العديد من الدول الأوروبية الأخرى، وعلى رأسها ألمانيا وبريطانيا، المشاركة في هذه القوات، والتي كان عرابها الأساسي الرئيس ساركوزي.
نشر هذه القوات يلقى معارضة شديدة من قبل نظام الرئيس السوداني حسن البشير باعتبار الأمر بحسب الخرطوم «محاولة للتدخل العسكري في شئون السودان الداخلية تحت غطاء القيام بمهام إنسانية».
غير أن الدور العسكري الفرنسي في دعم قوات الرئيس ديبي وحماية قصره الحكومي غير خافٍ بالنسبة للعديد من المراقبين، ذلك أن فرنسا نفسها قامت في سنة 2006 برد هجوم للمتمردين على بعد أميال من العاصمة.

## المعارضة
قبيلتي زغاوة في الشرق وقورانو في الشمال تسعيان إلى الإطاحة بنظام ديبي. ويُعَدّ اتحاد قوى الديمقراطية والتنمية من أهم قوى التمرد في تشاد، ويتزعمه الجنرال محمد النور 65عامًا-. ويضم الاتحاد 9 فصائل تستهدف إسقاط نظام ديبي الذي تتهمه بالدكتاتورية والالتفاف حول الدستور للبقاء في السلطة أطول فترة ممكنة. وتقدر قواته بنحو 9 آلاف عنصر. وهناك مجموعات أخرى تقاتل ضد الحكومة التشادية، ومنها اتحاد القوى من اجل التغير الديمقراطي بقيادة العقيد آدوما حسب الله حركة العدل والديمقراطية، والجبهة المتحدة من أجل التغيير والديمقراطية. وقد ظهرت المعارضة المسلحة في أواخر العام الماضي في شهر ديسمبر، حيث هاجم المتمردون بعض المدن في الشرق.